# Slag bij Dalheim
De Slag bij Dalheim of Dalen (Hoogduits: Dahlen, sinds 1878 Rheindahlen, Mönchengladbach) vond plaats op 25 april 1568. De veldslag was onderdeel van Oranjes eerste invasie en het eerste gevecht in de Tachtigjarige Oorlog waarbij Willem van Oranje betrokken was; in de Slag bij Oosterweel 13 maanden eerder koos hij nog tegen opstandigheid.
De heer van Villiers Jan van Montigny overschreed de grens bij Maastricht en marcheerde Gelre binnen met een huurleger van twee- tot drieduizend man van Willem van Oranje, zijn leider. Intussen viel Lodewijk van Nassau met zijn broer Adolf in West-Friesland binnen. Op 23 april deed Villiers een poging om de stad Roermond te veroveren, maar dat mislukte. Het leger vluchtte naar Dalheim, waar de Spaanse generaal Sancho d'Avila hem aanviel. De slag werd door het Leger van Vlaanderen gewonnen en de heer van Villiers werd opgepakt.
Vier weken later werd hij met drie anderen onthoofd op de Grote Markt van Brussel, na de Spaanse nederlaag bij Heiligerlee.